# 카사블랑카에서의 하룻밤
카사블랑카에서의 하룻밤(A Night In Casablanca)은 미국에서 제작된 아치 메이오 감독의 1946년 코미디 영화이다. 그라우초 막스 등이 주연으로 출연하였고 데이비드 L. 로 등이 제작에 참여하였다.

## 출연

### 주연
- 그라우초 막스
- 하포 막스

### 조연
- 치코 막스
- 찰스 드레이크
- 로이스 콜리어
- 지그 루만

## 제작진
- 미술: 덩컨 크레이머